# Ivo Schaible
Pater Ivo Schaible SDS, geboren als Josef Schaible (* 8. Juli 1912 in Baustetten; † 13. September 1990 in München) war ein deutscher römisch-katholischer Geistlicher und Künstler.

## Leben
Josef Schaible wurde im oberschwäbischen Baustetten, einem heutigen Teilort von Laupheim, geboren. Im Alter von elf Jahren kam er in das Ordensinternat der Gesellschaft des Göttlichen Heiland, auch Salvatorianer genannt, in Lochau bei Bregenz am Bodensee. Nach der Priesterweihe 1939 wurde er als Geistlicher unfreiwillig in der deutschen Wehrmacht dienstverpflichtet. Nach dem Zweiten Weltkrieg studierte er von 1946 bis 1951 an der Münchner Kunstakademie bei Franz Nagel. Danach war er von 1951 bis 1964 als Sakralkünstler und Missionar in Kolumbien tätig. Den größten Bekanntheitsgrad als Künstler erreichte er mit seinen Glasfenstern in Kirchen. Er war nicht nur Glaskünstler, sondern auch Landschafts-, Porträtmaler, Fotograf und Insektensammler.
Er verstarb am 13. September 1990 in München. Das Requiem fand am 19. September statt und wurde vom Bischof von Santo Domingo de los Colorados Emil Stehle in der Kirche St. Willibald in München zelebriert.
Im Museum zur Geschichte von Christen und Juden in Laupheim ist ihm ein Raum gewidmet.

## Werke
Werkliste nach E. Schäll:
- Vierundzwanzig Glasfenster für die Kirche Divino Salvador in Bogota, Kolumbien, 1962
- Glasfenster in der Bischofs-Kirche von Santo Domingo de los Colorados, Ecuador, 1990
- Glasfenster der Kapelle des Kreiskrankenhauses Ochsenhausen 1986
- Glasfenster in der Kapelle St. Oswald in Waldhausen, 1986.
- Glasfenster in der Aussegnunghalle von Baustetten, 1987.
- Glasfenster in der Salvatorschule, Wien-Kaisermühlen 1972.
- Glasfenster in Filialkirche Lanzendorf hl. Florian, Mistelbach-Lanzendorf, NÖ 1970.
- Glasfenster bei den Schwestern vom armen Kinde Jesus in Bosa / Cundinamarca, Kolumbien, S. Am. 1959
- Glasfenster in Kapelle am Gartlberg, Niederbayern 1968.
- Glasfenster im Salvatorkolleg in Lochau, Vorarlberg 1967(?)
- Glasfenster in Hauskapelle Kloster Ettal 1968.
- Glasfenster in Pfarrkirche des Salesianerordens, Rio Negro, Kolumbien, S. Am. 1962.
- Kirchenportal Bronze Pfarrkirche Altheim/Württ. 1965.
- Wurzacher Bronzen, Türgriffe Gymnasium Wurzach
- Kasein-Ikone „Mater Salvatoris“ (Patrona Bavariae) Hauskapelle Gartlberg, Pfarrkirchen Niederbayern
- Altarwandfresko in St. Michael, Bogotá, Pfarrkirche der Katholiken deutscher Sprache in Kolumbien S.Am. 1964.
- Altarwandfresko Internatskirche Lochau, Vorarlberg, Österreich 1967.
- Kirchenraum-Gesamtgestaltung, innenarchitektonisch-sakralkünstlerisch, St. Florian, Mistelbach-Lanzendorf, NÖ 1970.
- Madonna im Eichenstamm, Wallfahrtskirche Maria Eich, Planegg b. München, eindrucksvolle 3m - Skulptur 1968.
- Madonna, Filialkirche Maximilian Kolbe, Münster/Westfalen, Lindenholzskulptur ca. 1967
- Thronende, Pfarrei Divino Salvador, Bogotá, Kolumbien, S.Am. Zedernholzskulptur 1957.
- Pietà, Pfarrei St. Willibald, Krypta, München-Laim Holzskulptur Eiche 1970.
- St. Michael, Fassade der Pfarrkirche der Katholiken deutscher Sprache, Bogotá, Kolumbien, S.Am. Kunststein 3,60 m 1963.
- Oswald Brunnen vor der Kapelle, Waldhausen/Altheim, Württ. Johannes Brunnen Gemeindeplatz, Altheim, Württ.

## Beispiele

### Arbeiten aus Bronze

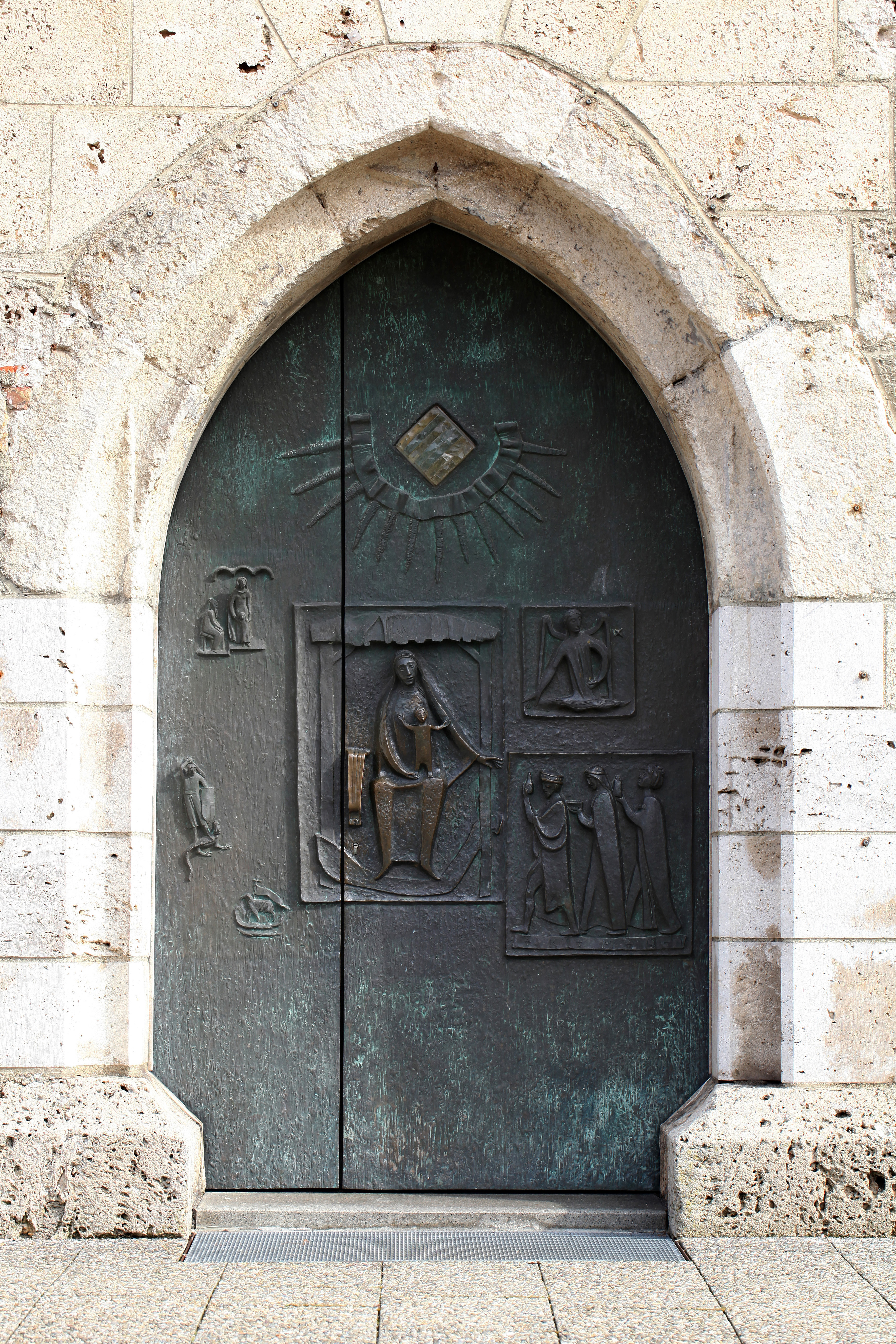
Pfarrkirche Altheim: Marienportal (geweiht: 12. Nov. 1978)
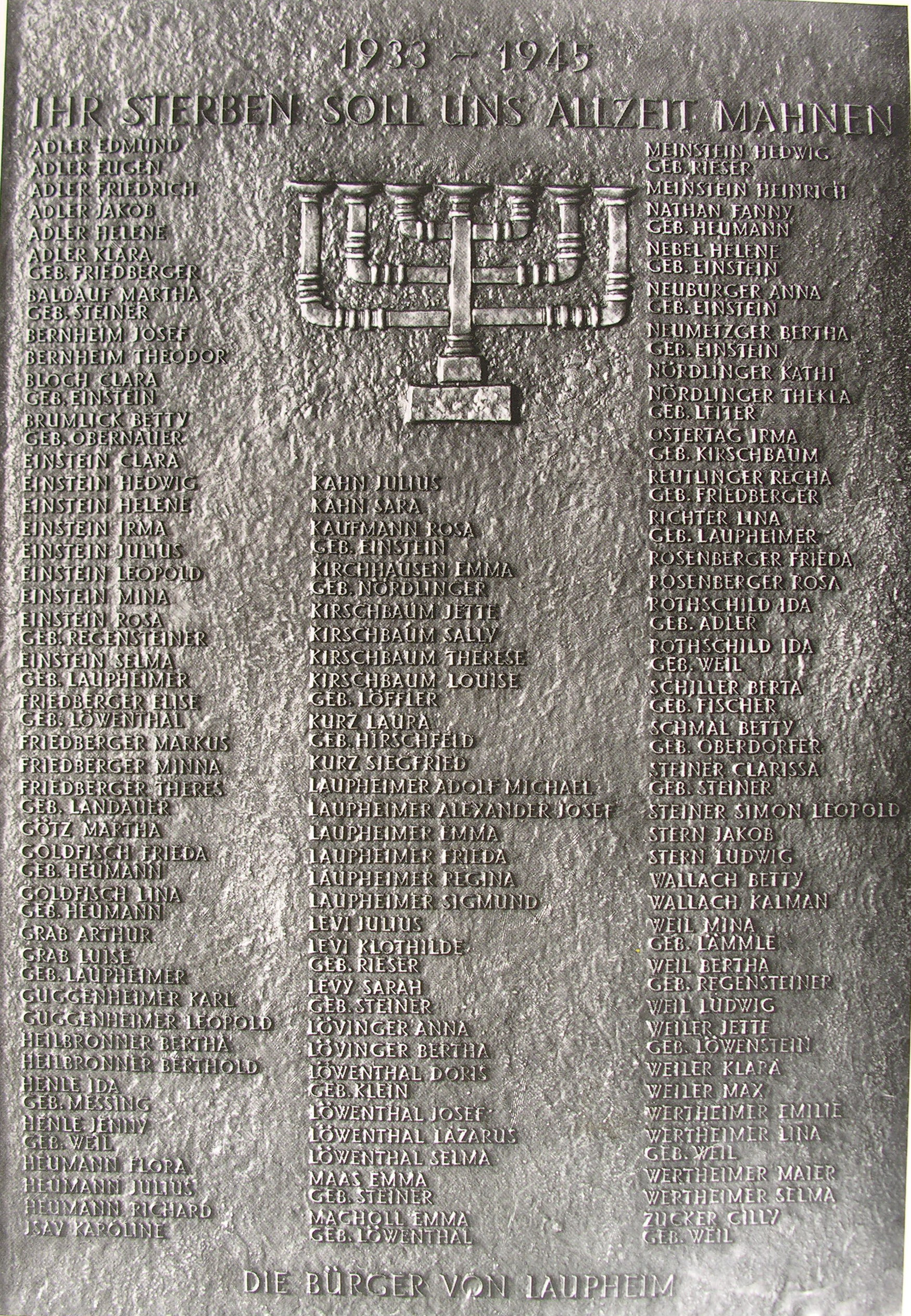
Jüdischer Friedhof Laupheim: Gedenktafel

### Arbeiten für Fenster

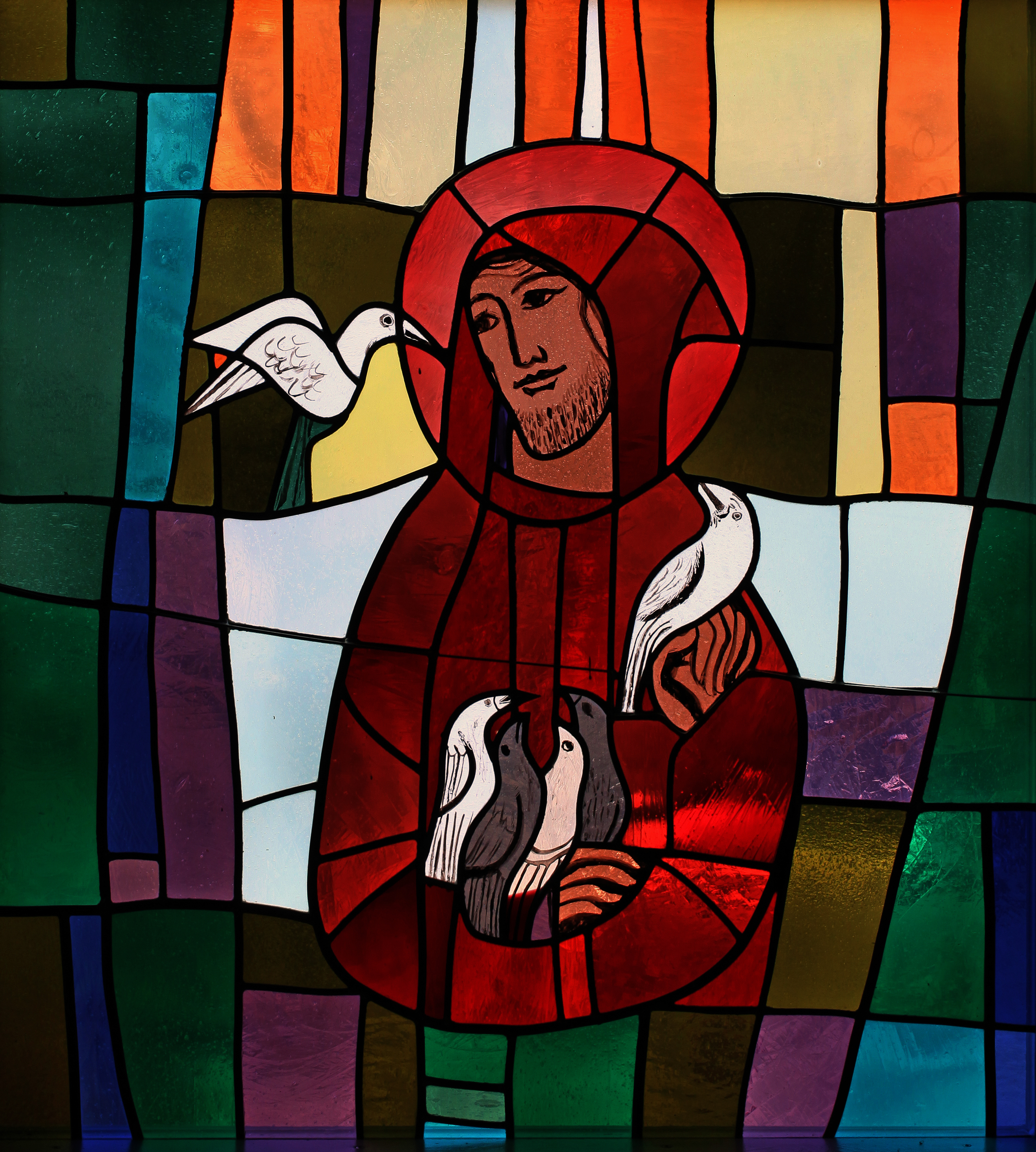
Kreiskrankenhaus Ochsenhausen: Glasfenster (Ausschnitt) (1986)
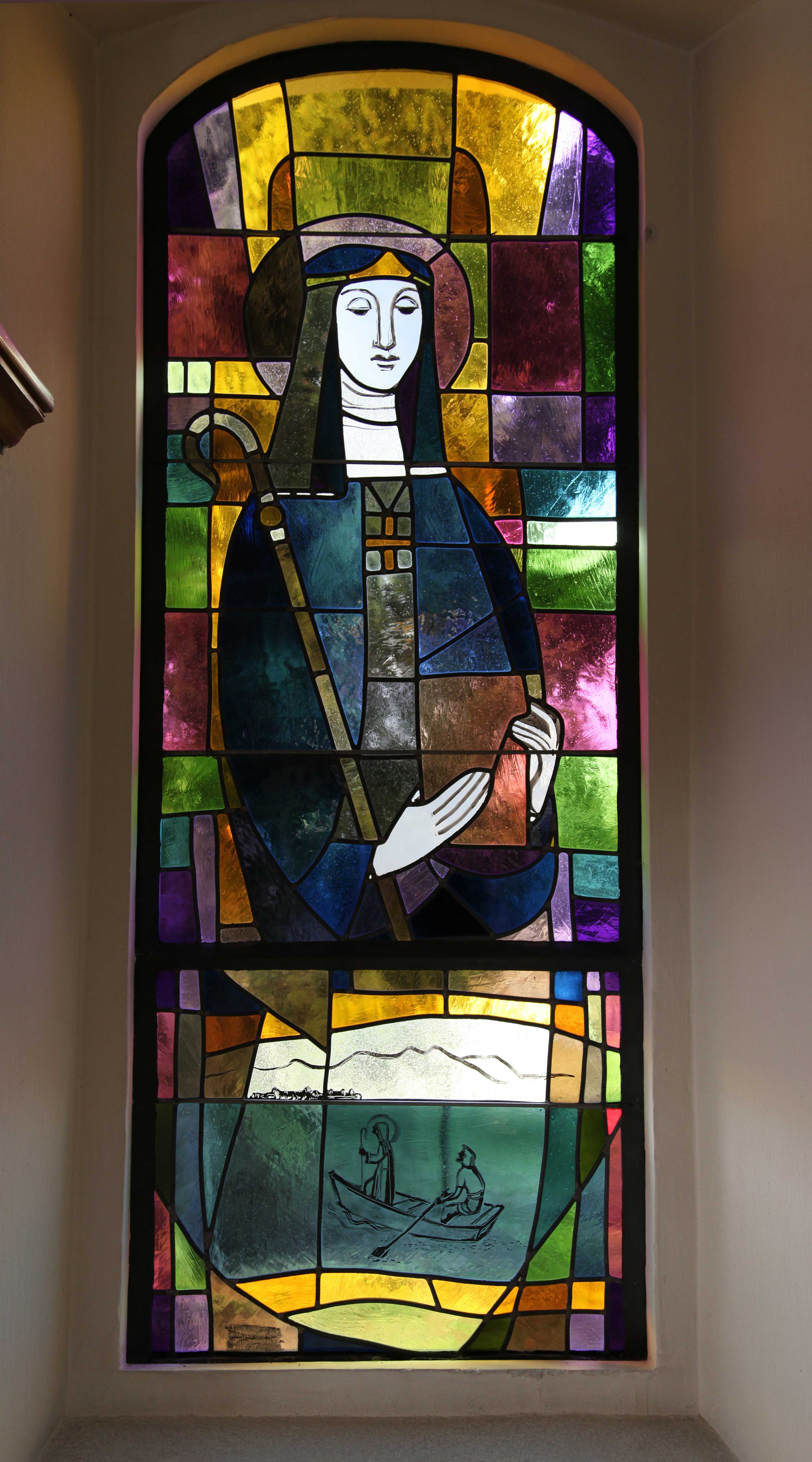
Kirche St. Oswald in Waldhausen b. Altheim: Glasfenster (1986)

### Sonstige Arbeiten

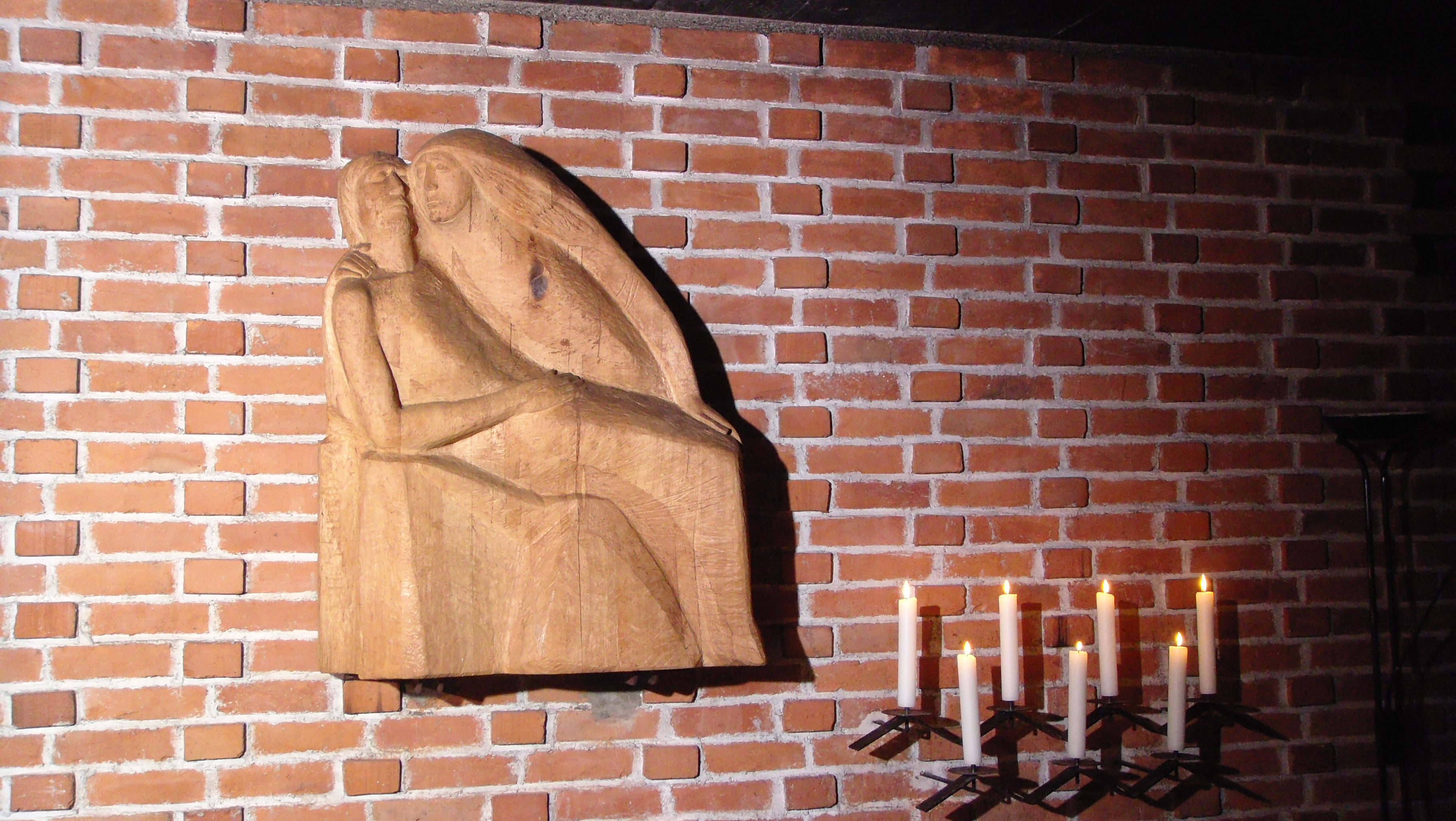
Kirche St. Willibald München: Krypta, Pietà Eichenholz (1970)
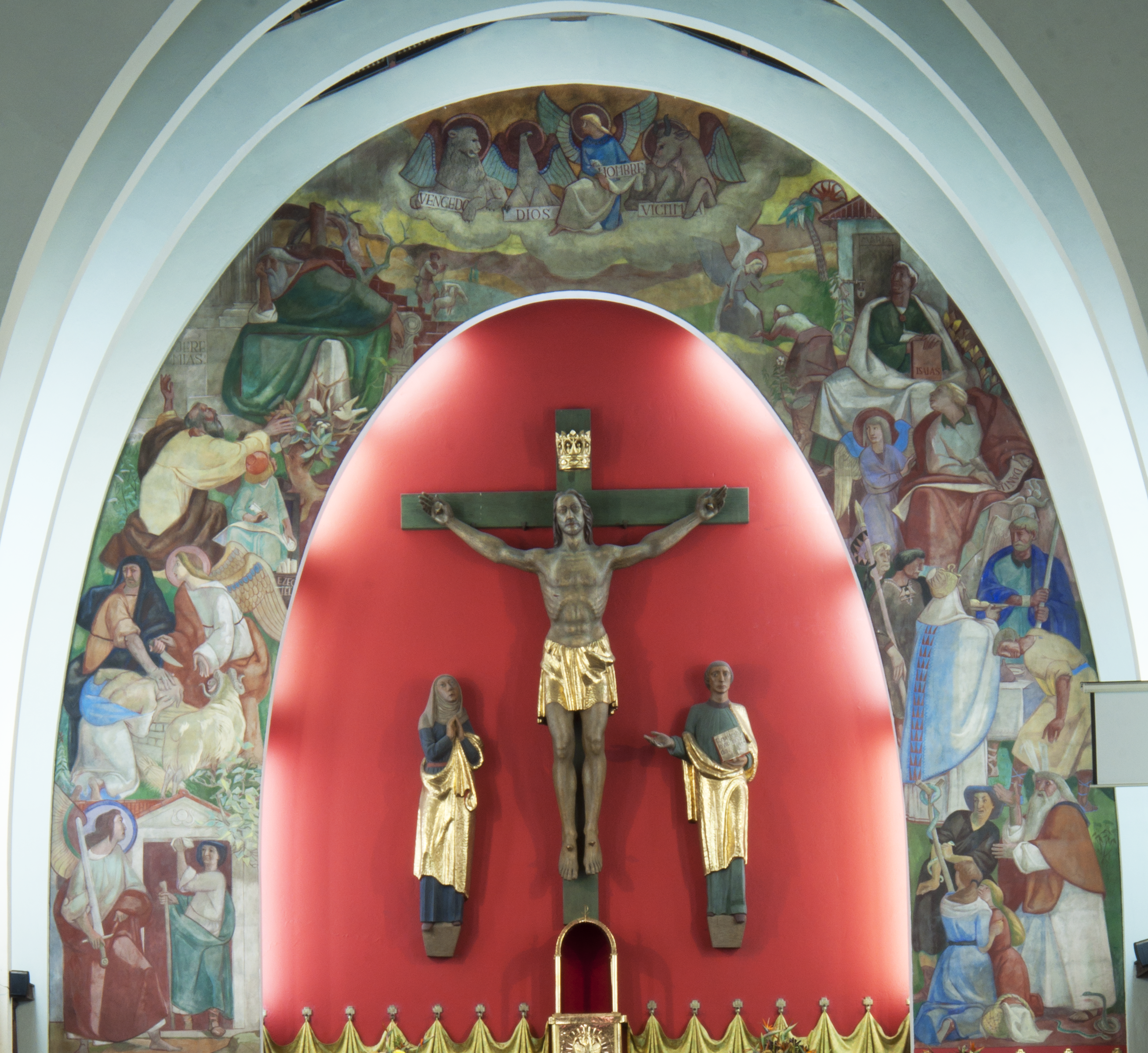
Kirche Divino Salvador, Bogotá: Chorraum

## Ehrungen und Auszeichnungen
- 1960 wurde ihm das Bundesverdienstkreuz durch den deutschen Botschafter in Kolumbien überreicht.
- 1968 Ehrenbürger des Laupheimer Teilorts Baustetten[2]
- Ivo-Schaible-Schule Grundschule in Baustetten

## DVDs
Erscheinen bei Hera und Richard Schahl Videoproduktion, Grünwald:
- Ivo Schaible SDS – Ausstellung weltlicher und sakraler Werke St.Willibald, München. Gesamtgestaltung Alexe Tudor 1999.
- Ivo Schaible SDS – Baustetter Fest 2001. Gesamtgestaltung Alexe Tudor 2001.
- Ivo Schaible SDS – Zeichen des Glaubens und der Kunst. Gesamtgestaltung Alexe Tudor 2001.
- Ivo Schaible SDS – Gesamtarchiv. Gesamtgestaltung Alexe Tudor 2002.
- Ivo Schaible SDS – Mit Rohrfeder und Fotokamera durch Italien. Gesamtgestaltung Alexe Tudor 2003.
- Die Begegnung – P. Günther Mayer SDS trifft P. Ivo Schaible SDS, Gesamtgestaltung Alexe Tudor 2003.
- Ivo Schaible SDS – Schloss Großlaupheim, Museum zur Geschichte von Christen und Juden. Videobericht Alexe Tudor 2006.
- DVD-Sammlung mit 8 DVDs zu Ivo Schaible, Zeitzeugen und Werkverzeichnis, Gesamtgestaltung Alexe Tudor 2012.

Erscheinen bei d3 media:
- Ivo Schaible SDS – Kolumbianische Skizzen, Kolumbien 1963–1964, d3 media 2006.
- Ivo Schaible SDS – Esbozos Colombianos, Colombia 1963–1964, d3 media 2006.